# The Band Perry (álbum)
The Band Perry es el álbum debut del grupo homónimo estadounidense de música county. Fue puesto en libertad 12 de octubre de 2010 a través de Universal Republic Nashville Records. El álbum incluye cinco canciones del EP digital de la banda The Band Perry EP, que fue lanzado en abril de 2010. El álbum produjo cinco sencillos: "Hip to My Heart", "If I Die Young", "You Lie", "All Your Life" y "Postcard from Paris". De estos, "If I Die Young" y "All Your Life" fueron éxitos número uno en la tabla Billboard Hot Country Songs.

## Lista de canciones
| N.º | Título                    | Escritor(es)                                                              | Duración |  |
| 1.  | «You Lie»                 | Aaron Henningsen, Brian Henningsen, Clara Henningsen                      | 3:36     |  |
| 2.  | «Hip to My Heart»         | Brett Beavers, Kimberly Perry, Neil Perry, Reid Perry                     | 3:00     |  |
| 3.  | «If I Die Young»          | K. Perry                                                                  | 3:44     |  |
| 4.  | «All Your Life»           | B. Henningsen, C. Henningsen                                              | 3:52     |  |
| 5.  | «Miss You Being Gone»     | A. Henningsen, B. Henningsen, C. Henningsen, K. Perry, N. Perry, R. Perry | 2:56     |  |
| 6.  | «Double Heart»            | Beavers, K. Perry, N. Perry, R. Perry                                     | 3:38     |  |
| 7.  | «Postcard from Paris»     | Jeff Cohen, Kara DioGuardi, K. Perry. N. Perry, R. Perry                  | 3:36     |  |
| 8.  | «Walk Me Down the Middle» | K. Perry, N. Perry, R. Perry                                              | 4:01     |  |
| 9.  | «Independence»            | A. Henningsen, B. Henningsen, C. Henningsen, K. Perry, N. Perry, R. Perry | 3:37     |  |
| 10. | «Quittin' You»            | K. Perry, N. Perry, R. Perry                                              | 3:20     |  |
| 11. | «Lasso»                   | A. Henningsen, B. Henningsen, C. Henningsen, K. Perry, N. Perry, R. Perry | 4:25     |  |

iTunes Bonus Track (Pre-Order Exclusive)

| N.º | Título             | Escritor(es) | Duración |  |
| 12. | «Queen Maybelline» |              | 4:28     |  |

UK Bonus Track

| N.º | Título                     | Escritor(es) | Duración |  |
| 12. | «If I Die Young (Pop Mix)» | K. Perry     | 3:35     |  |

## Posicionamiento en listas
| Listas (2010–2012)            | Mejor posición |
| ----------------------------- | -------------- |
| UK Albums Chart               | 46             |
| U.S. Billboard 200            | 4              |
| U.S. Billboard Country Albums | 2              |